# Ханна, Жорж
Ханна Жорж (фр. Hanna George; 1891, Эш-Шувайфат, Горный Ливан ‒ 13 марта 1969 года, Бейрут) — ливанский общественный деятель и писатель.

## Биография
Родился в Горном Ливане в 1891 году. Окончил Американский университет Бейрута (1912), затем учился в Париже.

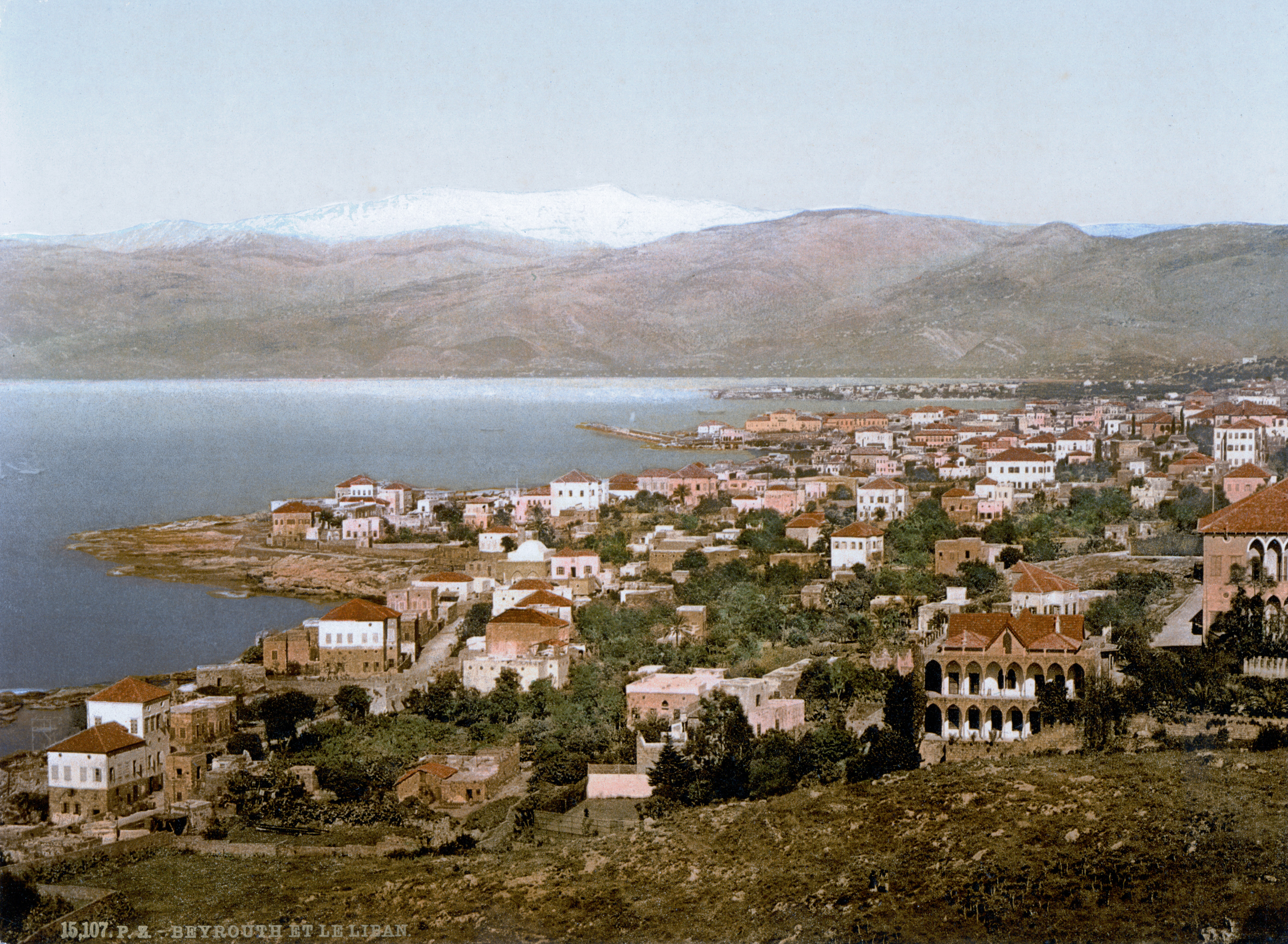
Бейрут в 1900 г.

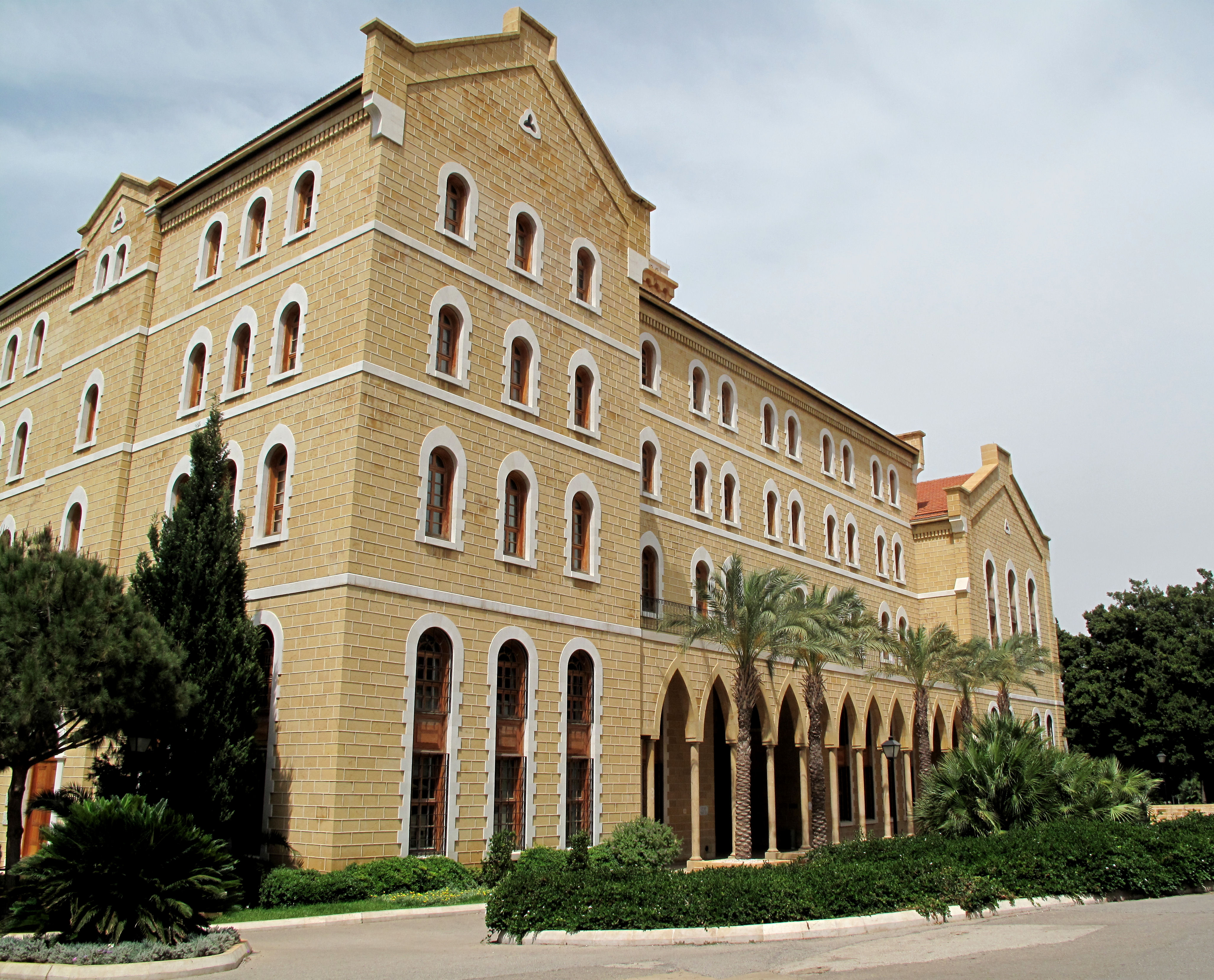
Американский университет в Бейруте

В 1919—1941 годах на территории Ливана по мандату Лиги наций находились французские войска, которые контролировали эту территорию. Несмотря на изгнание вишистских войск англичанами из Ливана в 1941 году, французские войска оставались в стране до 1946 года. В этих сложных условиях, в начале 1940-х годов началась общественно-политическая и публицистическая деятельность Ханны Жоржа. Участник антифашистского движения Сирии и Ливана. Был избран депутатом Национального конгресса Ливана. Выступал против участия страны в агрессивных пактах.
Первая публицистическая книга Ханны Жоржа «От оккупации к независимости» (1944) была запрещена французскими оккупационными властями.
Книги писателя «Я вернулась из Москвы» (1947), «Второй раз в Москве» (1955) написаны с большой симпатией к СССР, к его миролюбивой политике.
Ханна Жорж выступал в защиту прав арабского народа Палестины. Он впервые в арабской литературе показал организованную борьбу рабочих Ливана за свои права.
Был членом Всемирного Совета Мира, одним из основателей и председателем Ассоциации культурных связей Ливана с СССР (1957—1969). Внес большой вклад в развитие дружественных связей между двумя государствами.

## Произведения
- «Путь избавления», 1948
- «Беженка», 1953
- «Жрецы храма», 1952, рус.пер. 1955
- «Два года», 1960
- Мемуары «Перед уходом»
- Сборники публицистики: «Путешествие в новый мир» (1951), «Действительность арабского мира» (1952) и другие.